# Butterflies (canción de Michael Jackson)
«Butterflies» (Mariposas) es una canción del cantante estadounidense Michael Jackson que forma parte del álbum Invincible (2001).
Fue escrita por su compañera de dúo Marsha Ambrosius, cuando esta estaba todavía en el colegio. Fue lanzado como el tercer sencillo del álbum a principios de febrero de 2002.
El sencillo que solo se lanzó en Estados Unidos recibió críticas generalmente positivas de los críticos de música, algunos revisores de música describieron la canción como una de las mejores canciones de Invincible, mientras que otros consideraron que se trataba de una "pista decente".
La pista tuvo una buena actuación en los Estados Unidos, alcanzando el puesto n.º 14 en el Billboard Hot 100, y también alcanzando el n.º 2 y n.º 36, respectivamente, sobre otras listas de Billboard en 2001 y 2002. "Butterflies" no fue promovida por un vídeo musical. Debido a los problemas contractuales de Jackson con SME, se canceló el proyecto que se tenía en mente, hacer un vídeo musical de Butterflies.

## Lista de canciones
| CD sencillo |                                                |                                |          |  |
| N.º         | Título                                         | Escritor(es)                   | Duración |  |
| 1.          | «Butterflies» (Sencillo)                       | Marsha Ambrosius, Andre Harris | 3:57     |  |
| 2.          | «Butterflies» (Versión del álbum)              | Marsha Ambrosius, Andre Harris | 4:40     |  |
| 3.          | «Butterflies» (Track Masters Mix feat. Eve)    |                                | 3:44     |  |
| 4.          | «Butterflies» (Track Masters Mix Instrumental) |                                | 3:44     |  |
| 5.          | «Butterflies» (A cappella)                     |                                | 3:13     |  |
| 6.          | «Butterflies» (Outland Club Mix)               |                                | 7:39     |  |
| 7.          | «Butterflies» (Vocal Mix)                      |                                | 8:03     |  |
| 8.          | «Butterflies» (Dub Mix)                        |                                | 9:11     |  |

## Créditos
- Vocalista y coros: Michael Jackson y Marsha Ambrosius
- Escrito y compuesto por Marsha Ambrosius
- Instrumentos musicales Andre Harris, Norman Jeff Bradshaw y Matt Cappy
- Grabación Andre Harris y Bruce Swedien
- Mezclado por Bruce Swedien